# 587 a.C.
Il 587 a.C. (DLXXXVII a.C. in numeri romani) è un anno  del VI secolo a.C.

## Eventi
In questo anno Nabucodonosor II distrugge Gerusalemme, capitale del regno di Giuda.
- 587 a.C. - i Babilonesi distrussero Gerusalemme, gli Ebrei vennero fatti schiavi e condotti a Babilonia